# Chimarra albomaculata
Chimarra albomaculata är en nattsländeart som beskrevs av Hermann Julius Kolbe 1888. Chimarra albomaculata ingår i släktet Chimarra och familjen stengömmenattsländor. Inga underarter finns listade i Catalogue of Life.